# Piet Veerman

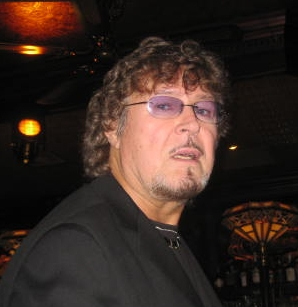
Piet Veerman, 2008

Piet Veerman (* 1. März 1943 in Volendam als Piet J. A. Veerman) ist ein niederländischer Sänger und Gitarrist. Er wurde mit der Band Cats bekannt.

## Leben
Sein Vater spielte Flöte, Harmonika, Gitarre, Banjo und Sitar; seine Mutter war Malerin. An seinem 12. Geburtstag erhielt er von seinen Eltern eine Gitarre. Seinen ersten Song Visi No Mare lernte er von einem Nachbarsjungen. Laut eigener Aussage liebte er es schon immer mehr, Lieder zu singen, als zu schreiben. Seine erste Band trug den Namen The Everly Kosters, eine Mischung aus den Everly Brothers und dem Spitznamen seiner Familie, de Kosters. Er führte sie zusammen mit seinem Cousin Jaap Schilder.

## Karriere

### The Cats
Durch Jan „Spruit“ Bujis wurde er den Musiker Cees Veerman und Arnold Mühren vorgestellt, seinerzeit Mitglieder der Band Electric Johnny & The Skyriders. Zusammen mit anderen Musikern gründeten sie die Cats, eine der erfolgreichsten niederländischen Bands der 1970er Jahre. Er war Teil der Band seit deren Gründung im Jahre 1964. Er sang dort, spielte Gitarre und arbeitete auch als Produzent. Ab 1968 wurde er zum Leadsänger der Band. 1985 trennten sich die Wege der Cats.

### Solokarriere
Bereits 1975 hatte er sein erstes Soloalbum veröffentlicht. 1980 erschien sein zweites Album mit dem Titel Back to You mit der Single Living to Love You. Mit seinem 1987er Hit Sailin' Home hatte er seinen größten kommerziellen Erfolg: Platz 1 in den Niederlanden und Belgien sowie Platz 27 in Österreich. Außerdem die meistverkaufte Single des Jahres 1987 in den Niederlanden. Noch bis 1993 veröffentlichte er Singles, von denen 10 die niederländischen Charts erreichten, wie der Top-10-Hit Walking Together.

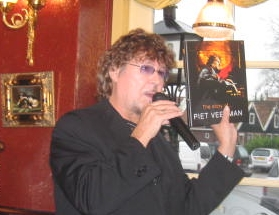
Piet Veerman, 2008

Seit Beginn seiner Karriere erhielt Veerman über 30 Goldene Schallplatten, als Interpret mit den Cats sowie als Produzent und Songwriter.

## Privates
Veerman ist seit 1965 mit seiner Frau Neel verheiratet, hat eine Tochter und ist Hobbymaler.

## Auszeichnungen
2006 wurde er mit den anderen Mitgliedern der Cats mit dem Orden von Oranien-Nassau ausgezeichnet.
Veerman ist auch Ehrenbürger in Kalifornien (1974), Aruba und Volendam (beide 2004).

## Diskografie

### Alben
| Jahr | Titel                                 | Höchstplatzierung, Gesamtwochen, AuszeichnungChartsChartplatzierungen (Jahr, Titel, Platzierungen, Wochen, Auszeichnungen, Anmerkungen) | Anmerkungen     |
| Jahr | Titel                                 | NL | Anmerkungen     |
| ---- | ------------------------------------- | --- | --------------- |
| 1980 | Back To You                           | NL30 (9 Wo.)NL |                 |
| 1987 | Piet Veerman                          | NL2 Platin · (30 Wo.)NL |                 |
| 1989 | Cry Of Freedom                        | NL24 Gold · (15 Wo.)NL |                 |
| 1991 | Future                                | NL28 (8 Wo.)NL |                 |
| 1992 | In Between                            | NL7 Gold · (25 Wo.)NL |                 |
| 1993 | The Best Of                           | NL20 Gold · (19 Wo.)NL | Kompilation     |
| 1993 | A Winterʼs Tale                       | NL64 (5 Wo.)NL | Weihnachtsalbum |
| 1994 | My Heart And Soul (Mi Corazon Y Alma) | NL6 Gold · (27 Wo.)NL |                 |
| 1995 | Zijn Mooiste Songs                    | NL13 (18 Wo.)NL | Kompilitation   |
| 1995 | Dreams (To Remember)                  | NL7 (13 Wo.)NL |                 |
| 1996 | Sailinʼ Home                          | NL50 (10 Wo.)NL | Kompilitation   |
| 1997 | Mi Vida (My Life)                     | NL21 (9 Wo.)NL |                 |

Weitere Alben
- Harmony (1988)
- Hollandse Sterren – Het Allermooiste Van Piet Veerman (2009)
- Hollands Glorie (2010)
- Top 40 – His Ultimate Top 40 Collection (2019)

### Singles
| Jahr | Titel Album                                                     | Höchstplatzierung, Gesamtwochen, AuszeichnungChartplatzierungen (Jahr, Titel, Album, Platzierungen, Wochen, Auszeichnungen, Anmerkungen) | Höchstplatzierung, Gesamtwochen, AuszeichnungChartplatzierungen (Jahr, Titel, Album, Platzierungen, Wochen, Auszeichnungen, Anmerkungen) | Anmerkungen                                                        |
| Jahr | Titel Album                                                     | AT | NL | Anmerkungen                                                        |
| ---- | --------------------------------------------------------------- | --- | --- | ------------------------------------------------------------------ |
| 1975 | Rollin’ On a River –                                            | — | NL9 (7 Wo.)NL |                                                                    |
| 1987 | Sailinʼ Home Piet Veerman                                       | AT27 (4 Wo.)AT | NL1 Platin · (15 Wo.)NL | Platz 1 in Belgien, meistverkaufte Single in den Niederlanden 1987 |
| 1987 | S.O.S. Mozambique –                                             | — | NL16 (5 Wo.)NL | mit den Dutch Artists Sing For Mozambique                          |
| 1987 | Walking Together Piet Veerman                                   | — | NL7 (7 Wo.)NL |                                                                    |
| 1987 | A New Tomorrow Piet Veerman                                     | — | NL25 (4 Wo.)NL |                                                                    |
| 1988 | Whenever You Need Me Piet Veerman                               | — | NL24 (6 Wo.)NL |                                                                    |
| 1989 | Cry Of Freedom                                                  | — | NL32 (3 Wo.)NL |                                                                    |
| 1994 | (La Comparsita) La Paloma My Heart And Soul (Mi Corazon Y Alma) | — | NL25 (6 Wo.)NL |                                                                    |

Weitere Singles
- 1988: Go On Home
- 1989: Old Time Feeling
- 1989: Follow Me
- 1991: Lament
- 1992: Arms Of Mary
- 1993: When You Walk In The Room (mit Anny Schilder)